# Институт экспериментальной медицины Общества Макса Планка
Институт экспериментальной медицины Общества Макса Планка (нем. Max-Planck-Institut für experimentelle Medizin, MPI EM) — научное учреждение в Европейском союзе.
Научно-исследовательское учреждение входило в состав Общества Макса Планка и базировалось в Гёттингене, Германия.
1 января 2022 года институт объединился с Институтом биофизической химии Общества Макса Планка в Геттингене и образовал Институт многопрофильных естественных наук Общества Макса Планка.

## История
Институт основан в 1947 году как «Медицинский научно-исследовательский институт Общества кайзера Вильгельма » (нем. Medizinische Forschungsanstalt der Kaiser-Wilhelm-Gesellschaft).
Институт вошел в состав Общества Макса Планка в 1948 году и под своим окончательным названием начал работать с 1965 года.

## Концепция
Работа института посвящена фундаментальным медицинским исследованиям. Используются биохимические, молекулярно-биологические, клеточно-биологические, морфологические, электрофизиологические, генетические и поведенчески-физиологические методы исследований.
Основной целью работы института является понимание фундаментальных молекулярных и клеточных процессов в нервной системе, а также их патологических нарушений. Директорами института были Нильс Брозе (Nils Brose), Клаус-Армин Наве и Вальтер Штюмер.
В 2021 году институт объявил о предстоящем слиянии с Институтом биофизической химии Общества Макса Планка, также базирующимся в Геттингене.
Исследовательская работа сотрудников института продолжается в «Институте многопрофильных естественных наук Общества Макса Планка» (нем. Max-Planck-Institut für Multidisziplinäre Naturwissenschaften), который располагается в прежнем здании.

## Темы исследований
Направления работы института:
1. Молекулярная нейробиология
2. Клиническая нейронаука
3. Нейрогенетика
4. Молекулярная биология нейрональных сигналов (исследование ионных каналов)
5. Нейрофизиология
6. Экспрессия генов
7. Молекулярная неврология